# Toepkapel
De Toepkapel is een kapel in de Belgische plaats Nederbrakel. De neogotische kapel ligt op een heuvel (kapelberg) en wordt ook genoemd naar Sint-Jozef en naar Onze-Lieve-Vrouw van de Vrede. Rond de kapel bevinden zich de zeven staties van de ommegang Jozefs Smart en Vreugde. De kerk werd door dorpelingen opgericht in 1924 als dank omdat het dorp was gespaard gebleven in de oorlog. Op 31 augustus werd ze ingewijd door Mgr. Seghers.
Het woord Toep is een dialectnaam voor top of hoogste punt.

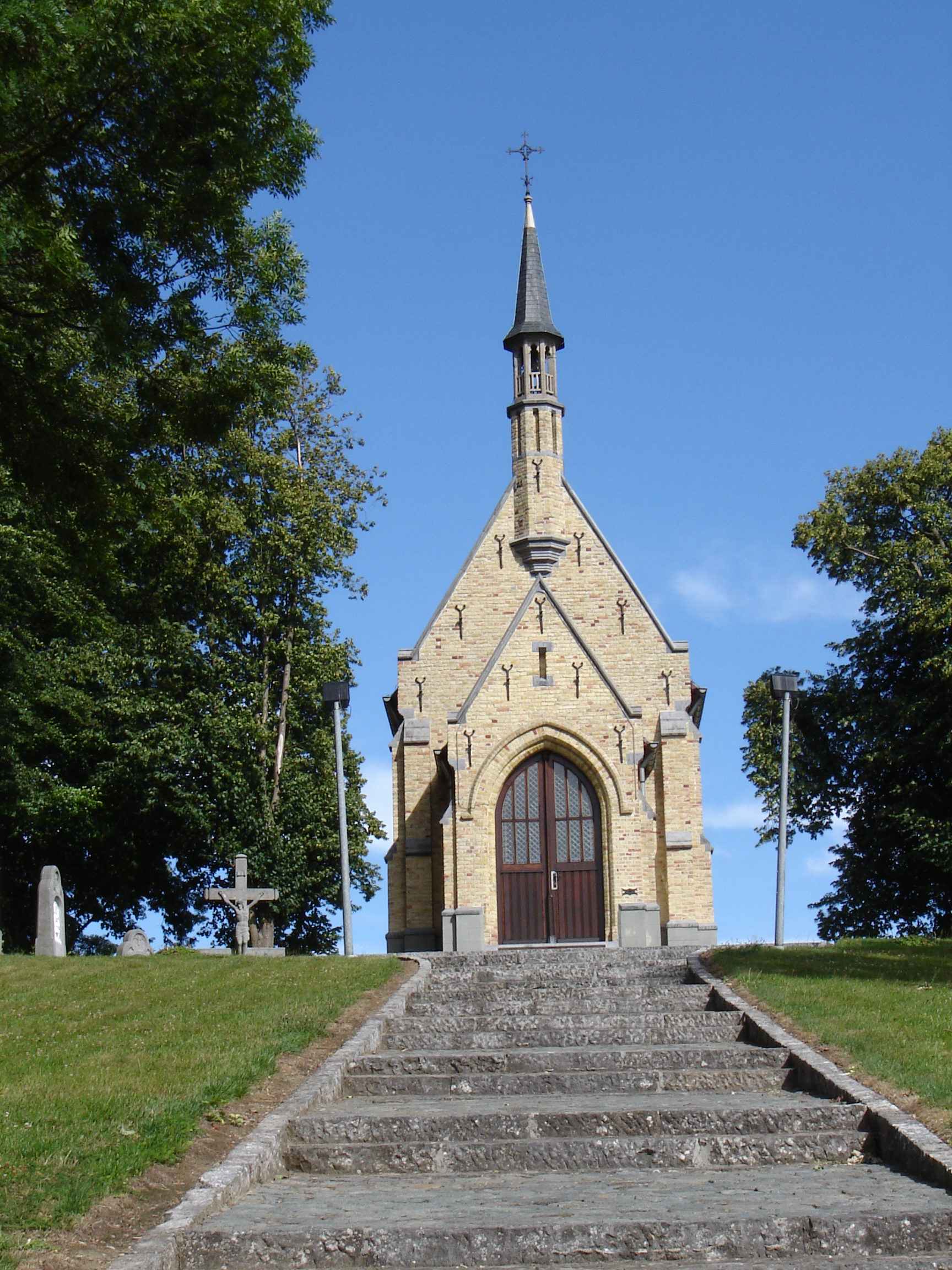
Trappen naar de Toepkapel
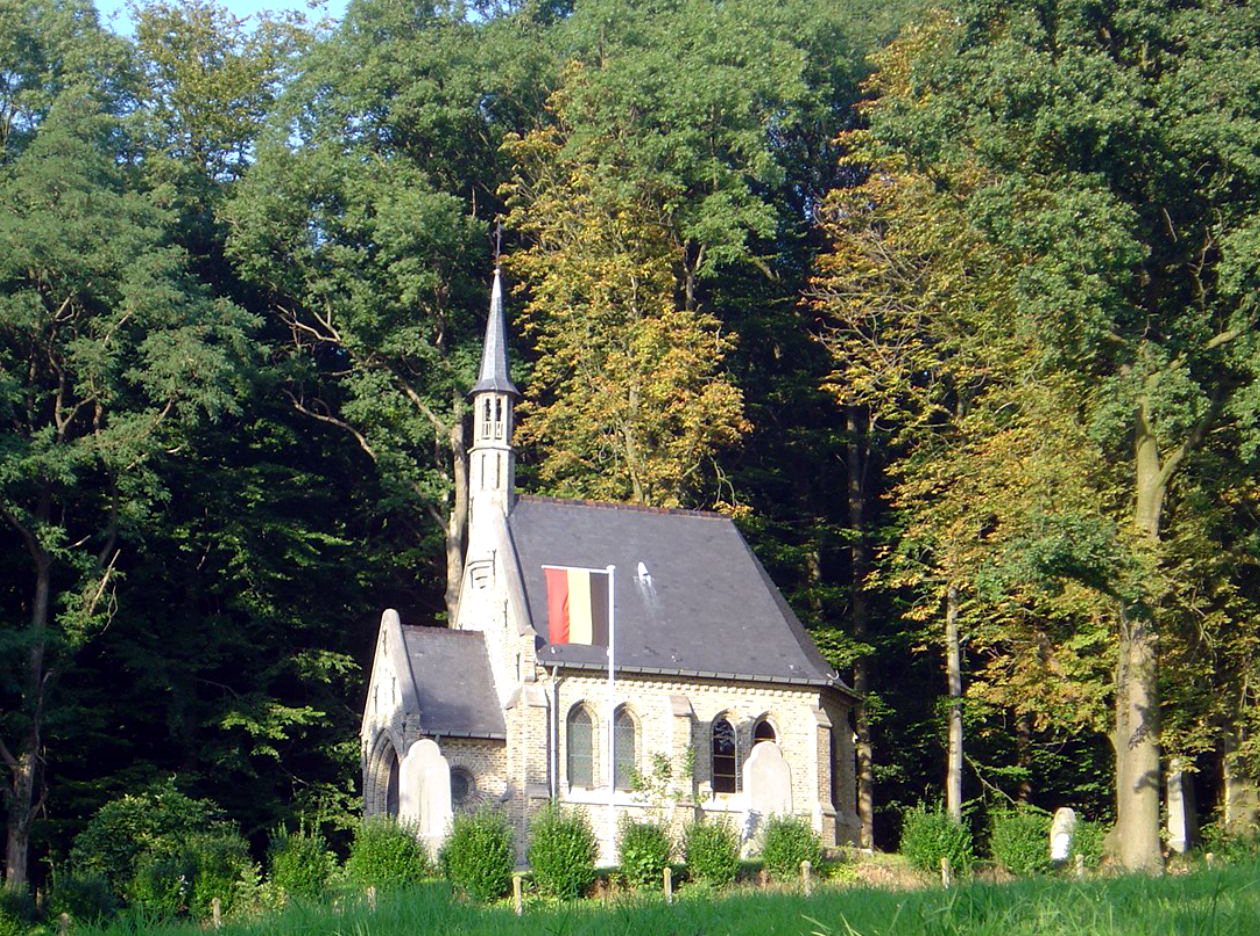
Heuvel met Toepkapel

## Wielrennen
De naam van de kapel wordt ook gebruikt in het wielrennen voor de helling van de nabijgelegen Toepkapelstraat, die een van de vele hellingen vormt in de Vlaamse Ardennen. De helling is bekend uit onder andere de Reuzen van Vlaanderen, een parcours voor wielertoeristen. De beklimming ligt iets ten noorden van de uit de Ronde van Vlaanderen bekende Tenbosse.
De helling is ook opgenomen in de rode lus van de recreatieve fietsroute Ronde van Vlaanderenroute.

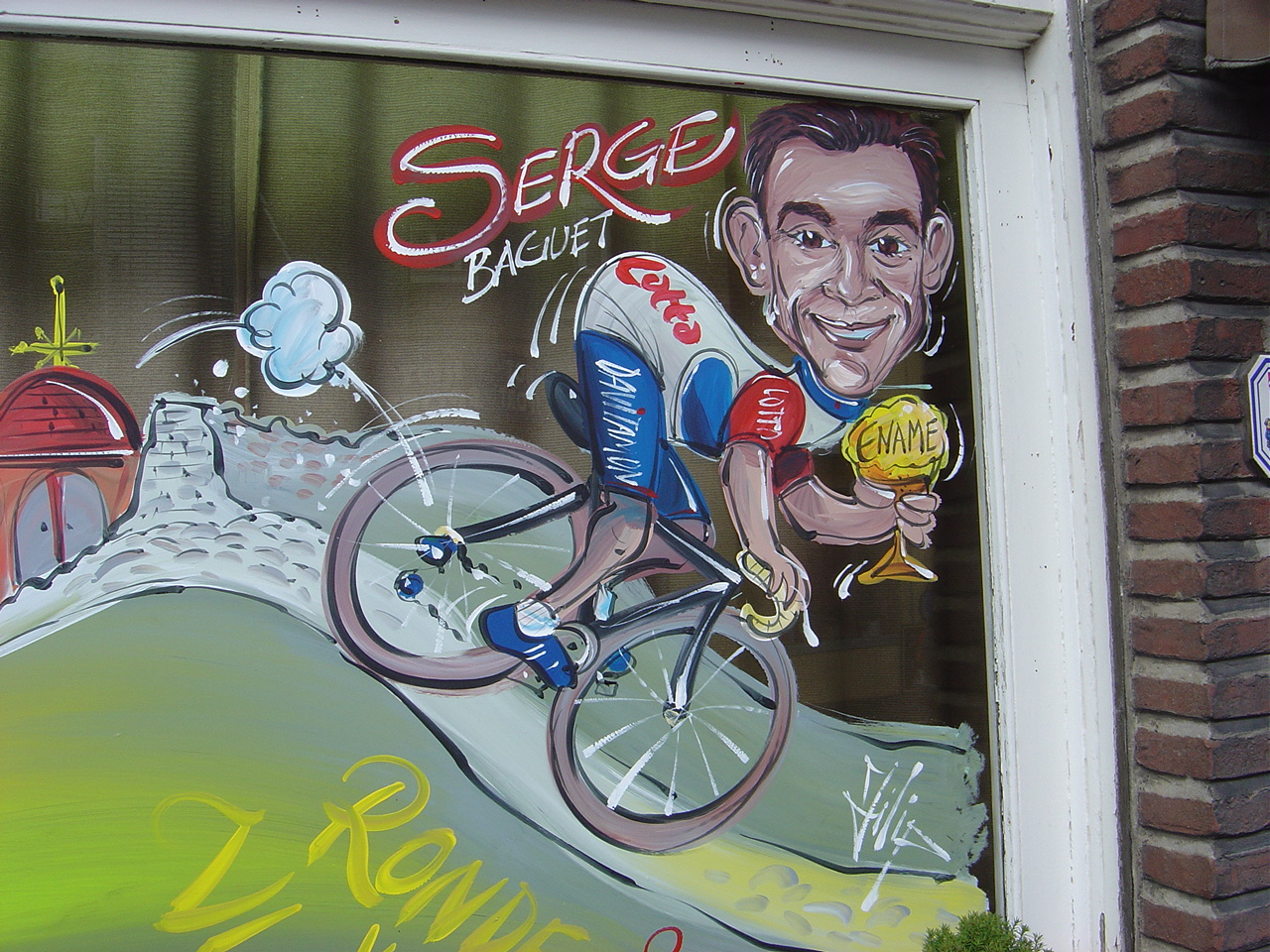
Baguet Serge cartoon